# Ardisia bekomiensis
Ardisia bekomiensis là một loài thực vật có hoa trong họ Anh thảo. Loài này được (Lundell) J.F.Morales mô tả khoa học đầu tiên năm 1997.